# Bernard Lacombe
Bernard Lacombe (ur. 15 sierpnia 1952 w Lyonie, zm. 17 czerwca 2025) – francuski piłkarz i trener piłkarski. Był jednym z najskuteczniejszych francuskich napastników w historii. W latach 1996–2000 był szkoleniowcem Olympique'u Lyon, a od 2000 roku pracował w tym klubie jako menedżer.

## Kariera piłkarska
Zaczynał swoją piłkarską przygodę w Olympique'u Lyon, gdzie dał się poznać jako skuteczny i efektownie grający napastnik. Jednym z jego klubowych kolegów był wówczas Aimé Jacquet, jego późniejszy szkoleniowiec oraz selekcjoner reprezentacji Francji.
Lacombe w drużynie narodowej zadebiutował w 1973 roku. W czasie mistrzostw świata w 1978 roku w meczu z Włochami strzelił bramkę po trzydziestu sekundach przebywania na boisku i tym samym stał się zdobywcą najszybszego gola w reprezentacji. Grał również na mundialu 1982. Dwa lata później, w wieku trzydziestu dwu lat, triumfował w mistrzostwach Europy.
Po krótkim pobycie w AS Saint-Étienne przeniósł się do Girondins Bordeaux, gdzie ponownie spotkał się z Jacquetem, który był trenerem drużyny. Wspólnie zdobyli trzy tytuły mistrza Francji.
Sportową karierę zakończył w Bordeaux w 1987 roku. Miał wówczas trzydzieści pięć lat.

## Sukcesy piłkarskie
- Puchar Francji 1973, Olympique Lyon
- mistrzostwo Francji 1984, 1985 i 1987 oraz Puchar Francji 1986, Girondins Bordeaux

W pierwszej lidze francuskiej zdobył 255 goli i zajmuje drugie miejsce, po Delio Onnisie, w klasyfikacji najlepszych strzelców Ligue 1.
W reprezentacji Francji od 1973 do 1984 roku rozegrał 38 meczów i strzelił 12 goli – mistrzostwo Europy 1984, IV miejsce na mistrzostwach świata 1982 oraz start na mundialu 1978.

## Kariera szkoleniowa
Od początku przygody szkoleniowej związany jest z Olympique Lyon. Najpierw przez osiem lat był dyrektorem technicznym klubu, a od 1996 do 2000 roku trenerem. W sezonach 1998–99 i 1999-00 doprowadził Lyon do trzeciego miejsca w lidze. Trzy razy z rzędu startował z nim w rozgrywkach Pucharu UEFA.
W 2000 roku przekazał zadania szkoleniowe Jacques'owi Santiniemu, a sam został menedżerem klubu, odpowiedzialnym głównie za transfery.